# Minnie Kellogg
Minnie Cornelius Kellogg (Green Bay, Wisconsin, 1880-1949) fou una lingüista i activista iroquesa.
De família de grangers episcopalians oneida, aconseguí estudiar a les millors universitats, arribà a ser una de les millors lingüistes de la seva generació, va escriure Our Democracy and the American Indian (1920) i Indian Reveries: Gehdos of the Lost Empire (1921).
El 1911 formà part de la Society of American Indians, i en fou secretària. Es casà amb l'advocat blanc Orrin Kellogg i es dedicà a promoure les reclamacions de terres dels indis iroquesos, raó per la qual fou arrestada el 1913 i el 1925.
Després dels anys 30 es va perdre el seu rastre.